# Gewichtheffen op de Middellandse Zeespelen 2009
Gewichtheffen is een van de sporten die beoefend werden tijdens de Middellandse Zeespelen 2009 in Pescara, Italië. Er waren 22 onderdelen: veertien voor mannen, acht voor vrouwen.

## Uitslagen

### Mannen

#### Trekken
| Event  | Goud                       | Goud        | Zilver                    | Zilver | Brons               | Brons  |
| ------ | -------------------------- | ----------- | ------------------------- | ------ | ------------------- | ------ |
| 56 kg  | Khalil El Maoui            | 145 kg (GR) | Vito Dellino              | 140 kg | Ramo Mustafa        | 138 kg |
| 62 kg  | Erol Bilgin                | 155 kg      | Dimitris Minasidis        | 155 kg | Massimiliano Rubino | 137 kg |
| 69 kg  | Vencelas Dabaya-Tienthcheu | 186 kg (GR) | Mohamed Abdelbaki         | 170 kg | Manuel Dario Martin | 163 kg |
| 77 kg  | Ibrahim Abdelbaki          | 193 kg      | Erkand Qerimaj            | 193 kg | Tarek Abdelazim     | 188 kg |
| 85 kg  | Benjamin Hennequin         | 196 kg      | Elsayed Hasona            | 195 kg | Mohamed Eshtiwi     | 190 kg |
| 94 kg  | Nikolaos Kourtidis         | 215 kg      | David Hercule Matam-Matam | 201 kg | Gaber Mohamed       | 200 kg |
| 105 kg | Joughil Ahed               | 215 kg      | Bunyamin Sudas            | 212 kg | Ahmed Mohamed       | 195 kg |

#### Stoten
| Event  | Goud                      | Goud        | Zilver             | Zilver | Brons                     | Brons  |
| ------ | ------------------------- | ----------- | ------------------ | ------ | ------------------------- | ------ |
| 56 kg  | Khalil El Maoui           | 121 kg (GR) | Sedat Artuc        | 115 kg | Gokhan Kilic              | 111 kg |
| 62 kg  | Erol Bilgin               | 138 kg (GR) | Dimitris Minasidis | 133 kg | Ivan Garcia               | 115 kg |
| 69 kg  | Vencelas Dabaya-Tientcheu | 150 kg (GR) | Briken Calja       | 142 kg | Mohamed Abdelbaki         | 138 kg |
| 77 kg  | Erkand Qerimaj            | 156 kg (GR) | Tarek Abdelazim    | 155 kg | Semih Yagci               | 154 kg |
| 85 kg  | Izzet Ince                | 167 kg      | Tabaku Ervis       | 166 kg | Mohamed Esthiwi           | 161 kg |
| 94 kg  | Nikolaos Kourtidis        | 177 kg (GR) | Gaber Mohamed      | 166 kg | David Hercule Matam-Matam | 165 kg |
| 105 kg | Joughil Ahed              | 171 kg      | Bunyamin Sudas     | 170 kg | Grigor Satsian            | 164 kg |

### Vrouwen

#### Trekken
| Event | Goud           | Goud        | Zilver           | Zilver | Brons               | Brons  |
| ----- | -------------- | ----------- | ---------------- | ------ | ------------------- | ------ |
| 53 kg | Nurcan Taylan  | 112 kg (GR) | Soumaya Fatnassi | 103 kg | Emine Bilgin        | 102 kg |
| 58 kg | Aylin Dasdelen | 110 kg      | Romela Begaj     | 110 kg | Agnes Chiquet       | 106 kg |
| 63 kg | Esmat Ahmed    | 125 kg (GR) | Sibel Simsek     | 121 kg | Muslime Meral-Sunar | 110 kg |
| 69 kg | Abir Khalil    | 121 kg      | Hanene Ouerfelli | 103 kg | Fatma Abdelsayed    | 67 kg  |

#### Stoten
| Event | Goud          | Goud        | Zilver            | Zilver | Brons               | Brons |
| ----- | ------------- | ----------- | ----------------- | ------ | ------------------- | ----- |
| 53 kg | Nurcan Taylan | 90 kg (GR)  | Soumaya Fatnassi  | 84 kg  | Donia Abdelrahman   | 80 kg |
| 58 kg | Romela Begaj  | 95 kg (GR)  | Konstantina Lapou | 92 kg  | Aylin Dasdelen      | 87 kg |
| 63 kg | Esmat Ahmed   | 103 kg (GR) | Sibel Simsek      | 97 kg  | Muslime Meral-Sunar | 92 kg |
| 69 kg | Abir Khalil   | 106 kg (GR) | Hanene Ouerfelli  | 88 kg  | Fatma Abdelsayed    | 84 kg |

## Medaillespiegel
| Plaats | Land        | Goud | Zilver | Brons | Totaal |
| 1      | Turkije     | 6    | 5      | 4     | 15     |
| 2      | Egypte      | 5    | 4      | 7     | 16     |
| 3      | Frankrijk   | 3    | 1      | 4     | 8      |
| 4      | Albanië     | 2    | 4      | 0     | 6      |
| 4      | Tunesië     | 2    | 4      | 0     | 6      |
| 6      | Griekenland | 2    | 1      | 1     | 3      |
| 7      | Syrië       | 2    | 0      | 1     | 3      |
| 8      | Cyprus      | 0    | 2      | 0     | 2      |
| 9      | Italië      | 0    | 1      | 1     | 2      |
| 10     | Libië       | 0    | 0      | 2     | 2      |
| 10     | Spanje      | 0    | 0      | 2     | 2      |
| Totaal | Totaal      | 22   | 22     | 22    | 66     |

1951 · 1955 · 1959 · 1967 · 1971 · 1975 · 1979 · 1983 · 1987 · 1991 · 1993 · 1997 · 2001 · 2005 · 2009 · 2013 · 2018 · 2022
Atletiek · Basketbal · Bocce · Boksen · Gewichtheffen · Golf · Gymnastiek · Handbal · Judo · Kanovaren · Karate · Paardensport · Roeien · Schermen · Schietsport · Tafeltennis · Tennis · Voetbal · Volleybal · Waterpolo · Waterskiën · Wielersport · Worstelen · Zeilen · Zwemmen